# 대전유성소방서
대전유성소방서(大田儒城消防署, Daejeon Yuseong Fire station)는 대전광역시 유성구의 일부를 관할하는 대전광역시 소방본부 산하의 소방서이다.
소방서장은 소방정으로 보한다.

## 연혁
- 1992년 9월 1일: 대전북부소방서 개서
- 2019년 1월 1일: 대전유성소방서로 변경

## 조직
| - 소방행정과 - 소방행정팀 - 예산장비팀 | - 예방안전과 - 예방대책팀 - 예방지도팀 | - 현장대응과 - 훈련팀 - 구조구급팀 - 진압팀 |

## 관할센터 및 관할구역
대전북부소방서는 5개의 119안전센터와 1개의 구조구급대를 산하에 두고 있다.
| 명칭                         | 사진 | 주소             | 관할구역                                                   | 지역대 |
| ---------------------------- | ---- | ---------------- | ---------------------------------------------------------- | ------ |
| 도룡119안전센터              |      | 대덕대로 516     | 신성동 일부, 전민동 일부, 온천2동 신봉동, 구즉동 일부      |        |
| 전민119안전센터              |      | 엑스포로 486-11  | 관평동, 전민동 일부, 구즉동 일부                           |        |
| 구암119안전센터              |      | 유성대로646길 33 | 은천1동, 원신흥동, 노은1동 일부, 진잠동 일부, 온천2동 일부 |        |
| 궁동119안전센터              |      | 궁동로 35        | 신성동 일부, 온천2동 일부, 노은2동 일부                    |        |
| 노은119안전센터              |      | 노은로 101       | 노은1·2동 일부                                             |        |
| 대전유성소방서 119구조구급대 |      | 대덕대로 516     | 대전광역시 유성구 일원                                     |        |

## 같이 보기
- 대한민국 소방청
- 대한민국의 소방
- 소방관 계급